# Clavopelma tamaulipeca
Clavopelma tamaulipeca é uma espécie de aranha pertencente à família Theraphosidae. Endêmica do México.